# Cyrtomychus coccinelloides
Cyrtomychus coccinelloides es una especie de coleóptero de la familia Endomychidae.

## Distribución geográfica
Habita en Seychelles.